# Comité voor Bijzondere Jeugdzorg
Het Comité voor Bijzondere Jeugdzorg of CBJ was in Vlaanderen een overheidsinstelling die een centrale plaats innam in het jeugdbeschermingsrecht en meer bepaald in de Bijzondere jeugdbijstand.
Het was deel van het Agentschap Jongerenwelzijn binnen het Ministerie voor Welzijn, Volksgezondheid en Gezin van de Vlaamse overheid.

## Opdracht
Het comité voor bijzondere jeugdzorg:
- bood hulp aan ouders en kinderen in verontrustende opvoedingssituaties (VOS). De hulpverlening was vrijwillig, in tegenstelling tot de jeugdrechtbank, waar de hulpverlening gedwongen is.
- Naast deze opdracht van individuele zorg en bijstand aan jongeren en hun gezinnen, bestond de tweede opdracht van het comité uit het uitwerken van programma's van algemene preventie.

## Organisatie

### Spreiding en samenstelling
Spreiding. In principe werkte er één comité voor bijzondere jeugdzorg per bestuurlijk arrondissement. Er waren tot twintig comités voor bijzondere jeugdzorg verspreid over heel Vlaanderen.
Samenstelling. Het comité bestond uit 12 leden die door de Vlaamse regering waren benoemd voor een hernieuwbare termijn van vijf jaar.
- 1/4 van de leden kwam respectievelijk uit de sectoren jeugd- en volwassenenvorming, de dienst- en hulpverlening aan jeugd en gezin, arbeids- en onderwijsmiddens en de gezondheidszorg.
- 1/3 van de leden moest jonger zijn dan 30 jaar
- In werkgebieden met veel niet-Europese migranten, moest minstens een van de leden van het Comité een migrant zijn afkomstig uit een land dat niet tot de Europese Gemeenschap behoort.

Elk comité bestond uit een bureau en een preventiecel. Voor de concrete uitwerking van hun opdrachten konden zij een beroep doen op een sociale dienst en een administratief secretariaat.

### Sociale Dienst voor Bijzondere Jeugdbijstand
Het waren in eerste instantie de consulenten van de sociale dienst die de hulpvraag ontvingen en beluisterden. De sociale dienst nam kennis van de POS en poogde te helpen door advies, doorverwijzing en overleg, het uitwerken van een aangepast hulpverleningsprogramma en/of het organiseren van een concreet hulpaanbod, rekening houdend met de verscheidenheid aan beschikbare voorzieningen. De sociale dienst werkte daartoe samen met andere organisaties en voorzieningen en bracht regelmatig verslag uit aan het bureau over zijn activiteiten.
Het bureau kwam pas tussen bij betwistingen of wanneer de tussenkomst kosten met zich meebracht.

### Bureau voor Bijzondere Jeugdbijstand
Het bureau voor bijzondere jeugdbijstand bestond uit de voorzitter en vier leden van het comité. Het kwam minstens twaalf keer per jaar samen en nam beslissingen over hulpvragen van jongeren in problematische opvoedingssituaties (POS genoemd).
Het bureau nam pas kennis van een POS en kwam tussen:
- wanneer de sociale dienst niet zou willen ingaan op een concrete hulpvraag
- wanneer een van de betrokkenen niet akkoord ging met de voorgestelde hulp
- wanneer de hulp die de sociale dienst voorstelde financiële gevolgen heeft voor de begroting van de Vlaamse Gemeenschap - in welke gevallen ook de toestemming nodig was van het Bestuur Bijzondere Jeugdbijstand
- wanneer de jeugdrechtbank een hoogdringende maatregel nam naar aanleiding van een problematische opvoedingssituatie
- wanneer de minderjarige een aanvraag deed om de hulpverlening voort te zetten na zijn meerderjarigheid

### Preventiecel
De preventiecel was samengesteld uit de voorzitter en de comitéleden die niet tot het bureau behoren. De preventiecel behartigde projecten van algemene preventie. Ze kwam minstens zes keer per jaar samen en probeerde problematische opvoedingssituaties te voorkomen en de oorzaken ervan te bestrijden. In termen van het decreet betekende deze opdracht:
- de omstandigheden en toestanden die negatief inwerken op de fysieke integriteit, het psycho-sociaal welzijn en de ontplooiingskansen, ter kennis brengen van private organisaties en van de overheid, met het oog op initiatieven om deze toestanden en omstandigheden te voorkomen en te bestrijden;
- in plaatselijk of regionaal verband met dergelijke initiatieven samenwerken, ze ondersteunen, bevorderen en desgevallend coördineren.

## Werkingsprincipes
- De vrijwillige hulpverlening door het CBJ verliep volgens een hulpverleningsprogramma dat de sociale dienst opstelde. Daarin stond onder meer wat de initiële hulpvraag was, welke doelstellingen men wilde bereiken en welk hulpverleningsvoorstel daarvoor geschikt was.
- Indien een erkende voorziening betrokken was bij de uitvoering van de hulpverlening, diende deze voorziening een handelingsplan op te stellen.
- Wanneer er geen beroep gedaan werd op een erkende voorziening, maakte de consulent zelf een begeleidingsplan op.

## Maatregelen
Indien de betrokkenen ermee instemden, kon het CBJ gelijk welke aangepaste hulpverlening organiseren die erop gericht was de draagkracht van de minderjarige en van het gezin waartoe hij behoort, te versterken. Het CBJ kon ook - telkens voor een bepaalde, eventueel verlengbare termijn - een beroep doen op erkende voorzieningen voor:
- thuisbegeleiding
- een opvoedend project
- semiresidentiële opvang (bv. in een dagcentrum)
- begeleid zelfstandig wonen
- onthaal, oriëntatie of observatie
- pleegzorg
- residentiële opvang, bv. in een begeleidingstehuis
- psychiatrische opvang

## Bemiddelingscommissie
De bemiddelingscommissie maakte geen deel uit van het CBJ. Zij kon echter optreden als verzoeningsinstantie wanneer de vrijwillige hulpverlening aan jongeren in POS dreigde te blokkeren. Ze maakte vrijwillige hulpverlening mogelijk door een eigen techniek, namelijk bemiddeling. Ze nam kennis van bemiddelingsverzoeken en trachtte tot een akkoord te komen met alle betrokken partijen.